# Neues Frauenleben
Neues Frauenleben war eine feministische Zeitschrift, die von 1902 bis 1917 in Wien als offizielle Vereinszeitschrift des Allgemeinen Österreichischen Frauenvereins erschien.

## Geschichte und Profil
Neues Frauenleben wurde von Auguste Fickert 1902 als Fortsetzung der Zeitschrift Dokumente der Frauen gegründet, die sie ebenfalls gegründet und mitherausgegeben hatte. Bis zu ihrem Tod 1910 war Fickert Chefredakteurin der in Wien erscheinenden Zeitschrift. Ihr Nachfolger wurde zunächst ihr Bruder Emil Fickert, später dann die Schriftstellerinnen Leopoldine Kulka und Christine Touaillon.
Neues Frauenleben wurde vom Allgemeinen Österreichischen Frauenverein herausgegeben. Zielgruppe waren Frauen aus der Arbeiterklasse. Veröffentlicht wurden Beiträge von österreichischen, aber auch internationalen Persönlichkeiten, u. a. der finnischen Feministin Maikki Friberg, den Schriftstellerinnen Anna Brunnemann und Helene Migerka, dem norwegischen Historiker und Politiker Halvdan Koht und dem norwegischen Dichter und Nobelpreisträger Bjørnstjerne Bjørnson. Auch die Frauenrechtlerin und Friedensaktivistin Rosa Mayreder publizierte Artikel in dem Magazin.  Das Erscheinen von Neues Frauenleben wurde 1917 eingestellt.